# 勒沃杜埃
勒沃杜埃（法語：Le Vaudoué，法語發音：[lə vodwe] ⓘ）是法国塞纳-马恩省的一个市镇，属于枫丹白露区。

## 地理
勒沃杜埃（48°21'25"N, 2°31'8"E）面积17.16 平方千米，位于法国法蘭西島大區塞纳-马恩省，该省份为法国北部内陆省份，北起瓦兹省，西接埃松省、马恩河谷省、塞纳-圣但尼省和瓦兹河谷省，南至卢瓦雷省，东南接约讷省，东临马恩省和奥布省，东北接埃纳省。
与勒沃杜埃接壤的市镇（或旧市镇、城区）包括：埃科勒河畔努瓦西、阿谢尔拉福雷、布瓦西欧卡耶、拉沙佩勒拉雷讷、图松。

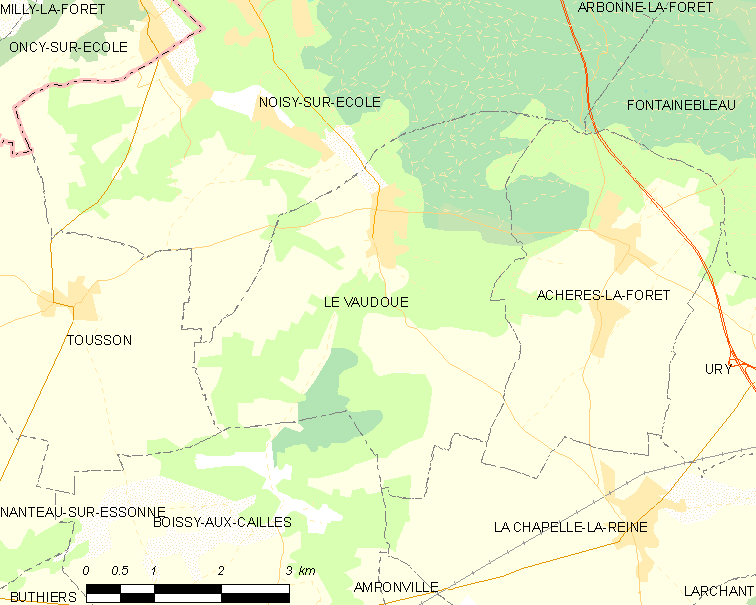
勒沃杜埃的OSM定位图

勒沃杜埃的时区为UTC+01:00、UTC+02:00（夏令时）。

## 行政
勒沃杜埃的邮政编码为77123，INSEE市镇编码为77485。

## 政治
勒沃杜埃所属的省级选区为枫丹白露县。

## 人口

1962-2008年间勒沃杜埃人口变化图示

勒沃杜埃于2022年1月1日时的人口数量为731人。